# エフエムさんだ
株式会社エフエムさんだは、兵庫県三田市所在のインターネットラジオ局である。
愛称は、HONEY FM（ハニーエフエム）。この愛称は、かつて三田市の一部地域を放送対象地域とする超短波放送（FM放送）の特定地上基幹放送事業者としてコミュニティ放送をしていた時から使用している。

## 概要
2003年（平成15年）に開局した兵庫県10局目のコミュニティ放送局であった。
2001年（平成13年）にフリーアナウンサーの門垣登志子らが中心となって、「FM三田設立準備委員会」が発足。2002年（平成14年）に株式会社エフエムさんだを設立して開局に至った。
愛称のHONEY FMは、周波数の82.2と蜜のように甘い可愛いものという意味をかけたもので。リスナーから愛されて親しまれる放送局になりたいという願いを込めて準備委員会がつけたもの。
出資比率から、初期に代表取締役社長を務めた特定非営利活動法人武庫が丘まちづくりビューローの代表の中村忍がマスメディア集中排除原則にいう支配関係にあった。
本社・演奏所（スタジオ）は、三田市弥生が丘のフローラ88ショッピングセンター（2025年（令和7年）閉店）に、送信所は三田市貴志に置き、放送局（現・特定地上基幹放送局）の呼出符号はJOZZ7AX-FM、呼出名称はエフエムさんだ、周波数82.2MHz、空中線電力20Wで放送区域は三田市と美嚢郡吉川町（現・三木市）の各一部地域。
- 可聴範囲は三田市、神戸市北区、西宮市北部・丹波篠山市・三木市などの一部で、エリア内人口は約30万人[4]と称していた。

自社制作番組以外はスターデジオにより、24時間放送をしていた。
県内のコミュニティ放送局の中で唯一、ラジネットひょうごに参加していなかった。
2023年（令和5年）12月にコミュニティ放送からの撤退を表明、三田市からの業務委託費が収入の大半を占め経営面に不安を抱え放送機材の更新も必要としていたところに、次年度の委託費見直しを示唆され放送事業の継続を断念したもの。新年度からインターネット配信に移行することとした。
2024年（令和6年）3月末にコミュニティ放送を終了、4月からインターネットラジオに移行した。5月に本社を三田市高次に移転した。
三田市とは「災害時における放送要請に関する協定」を締結している。

## 沿革
- 2002年（平成14年）
  - 10月9日 - 放送局の予備免許取得[3]
  - 11月5日 - 株式会社エフエムさんだ設立[8]
- 2003年（平成15年）
  - 1月10日 - 放送局の免許取得[9]
  - 1月19日 - 開局[9]
  - 5月22日 - 三田市と「災害時緊急放送の実施に関する協定」を締結[7]
- 2023年（令和5年）
  - 12月31日 - ラジオ放送終了を発表[10]
- 2024年（令和6年）
  - 3月31日 - コミュニティ放送終了[6]
  - 4月1日 - インターネットラジオ開始[6]
  - 5月22日 - 本社を三田市高次に移転[11]

## 主な番組
- HONEY MORNING BALCONY （月 - 金 10:00 - 12:00）
- HONEY SOUND CAFE （月 - 木 15:00 - 17:00）
- HONEY SOUND 5 （月 - 木 17:00 - 18:00）
- HONEY SOUND BRUNCH　（土曜 11:00 - 12:00）
- ROCK STREAM （土曜 23:00 - 24:00）
- HONEY CLASSIC CAFE （日曜 10:00 - 11:00）